# Melanagromyza koizumii
Melanagromyza koizumii är en tvåvingeart som beskrevs av Kato 1961. Melanagromyza koizumii ingår i släktet Melanagromyza och familjen minerarflugor. Inga underarter finns listade i Catalogue of Life.